# Heinz Engels

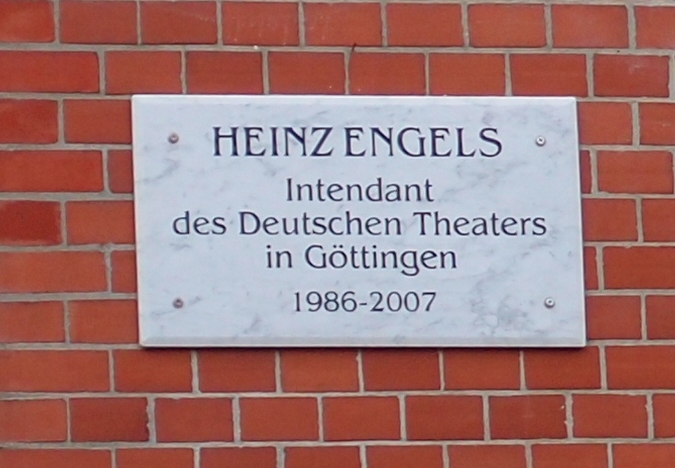
Gedenktafel für den Theaterregisseur und -intendanten Heinz Engels in Göttingen, Planckstraße 9.

Heinz Engels (* 8. August 1942 in Düsseldorf; † 7. Dezember 2007) war ein deutscher Theaterregisseur und Theaterintendant.

## Leben und Wirken
Engels war 1962 bis 1966 Regieassistent am Düsseldorfer Schauspielhaus und Hospitant bei der Royal Shakespeare Company in London und Stratford-upon-Avon. Von 1966 bis 1972 arbeitete er als freier Regisseur in Düsseldorf, Amsterdam, Basel, Hamburg und New York. Von 1972 bis 1976 wirkte er als Oberspielleiter am Staatstheater Braunschweig, danach war er wieder freier Regisseur.
1986 wurde Engels als Nachfolger von Günther Fleckenstein zum Intendanten des Deutschen Theaters Göttingen berufen. Zuvor hatte er sich mit mehreren Inszenierungen dem Göttinger Publikum bekannt gemacht.
Unter seiner Intendanz erfolgte unter anderem 1992 die Uraufführung von Der Wechsler von Gert Heidenreich. Er förderte das Kinder- und Jugendtheater und pflegte die Beziehungen zum Theater in Thorn und zum Akademischen Künstlertheater Moskau (MChAT). 1998 musste er sein Amt krankheitshalber abgeben.